# Derde divisie 2019/20
Het voetbalseizoen 2019/20 van de Derde Divisie was het tiende seizoen van deze competitie en het vierde seizoen onder deze naam. De competitie was dit seizoen het vierde niveau in het Nederlandse voetbal en de hoogste competitie met een parallelle afdeling in het zaterdag- en zondagvoetbal. Aan de competitie namen 34 teams deel, 17 in de zondagafdeling en 17 in de zaterdagafdeling. Hoewel VV GOES en VVSB van oorsprong zondagclubs zijn, hebben deze ploegen dit seizoen de vrijwillige overstap gemaakt naar de zaterdagafdeling vanwege een teveel aan clubs op zondag. Dit kwam mede doordat er in het vorige seizoen opnieuw meer zondagclubs uit de tweede divisie waren gedegradeerd dan zaterdagclubs.
Het seizoen ging van start op 24 augustus 2019. De laatste speelronde was speelronde 22 op 8 maart 2020, daarna werd de competitie gestaakt en later definitief beëindigd als gevolg van de coronacrisis in Nederland. Er was geen kampioen, geen promotie en geen degradatie.

## Gevolgen van de coronacrisis in Nederland
Op 12 maart 2020, werden alle voetbalcompetities opgeschort tot 31 maart, omdat het kabinet alle evenementen met meer dan 100 personen verbood als gevolg van de coronacrisis in Nederland. Op 15 maart werd deze periode verlengd tot 6 april. Als gevolg van het nieuwe kabinetsbesluit om alle bijeenkomsten en evenementen tot 1 juni 2020 te verbieden, werd deze periode nog verder verlengd.
Uiteindelijk, op 31 maart 2020, besloot de KNVB om competities op amateur niveau niet te hervatten. Tevens besloten zij dat, voor die competities, er dit seizoen geen eindstanden zouden komen, en er dus ook geen kampioenen, promovendi en degradanten zouden zijn. Alle ploegen zullen derhalve volgend seizoen op hetzelfde niveau uitkomen als in dit seizoen.

## Promotie- en degradatieregeling
Het is van belang of we met een eerste elftal van een vereniging of met een tweede elftal, ook wel reserve elftal genoemd, te maken hebben. Voor dit seizoen speelt in elk der derde divisies één tweede elftal, te weten Jong Almere City (zaterdag divisie) en Jong ADO Den Haag (zondag divisie).
Voor promotie geldt:
- De kampioenen van beide derde divisies promoveren naar de tweede divisie. Een uitzondering hierop is wanneer in beide derde divisies een tweede elftal kampioen is geworden. In dat geval spelen de beide tweede elftallen een beslissingswedstrijd om uit te maken wie van de twee promoveert. In geval er een tweede elftal promoveert als kampioen, degradeert het laagst geklasseerde tweede elftal, ongeacht de positie van dit elftal in de eindstand, uit de tweede divisie.
- Indien in een derde divisie een tweede elftal kampioen is geworden, dan promoveert het eerste elftal dat in de eindstand als tweede is geëindigd naar de tweede divisie. Dit kan voor beide derde divisies tegelijk opgaan.
- Als in de tweede divisie het laagst geklasseerde tweede elftal in de eindstand op plek 17 of 18 is geëindigd, en daarnaast in ten minste een van de derde divisies een tweede elftal in de eindstand op plek 2, 3 of 4 is geëindigd, dan degradeert het tweede elftal uit de tweede divisie en promoveert het tweede elftal uit de derde divisie. Wanneer in een situatie als deze in beide derde divisies een tweede elftal in de eindstand op plek 2, 3 of 4 is geëindigd, spelen de beide tweede elftallen een beslissingswedstrijd om uit te maken wie van de twee promoveert.
- De zes periodekampioenen, uit elke derde divisie drie, strijden samen met de twee eerste elftallen uit de tweede divisie die, uitgaande van alleen de eerste elftallen, in de eindstand op plek 13 en 14 zijn geëindigd, om twee plekken in de tweede divisie van volgend seizoen. Voor beide derde divisies geldt, daar er een oneven aantal elftallen wedijveren, alleen de eerste twee periodetitels worden vergeven op basis van een deel van de te spelen wedstrijden. De eerste periode betreft ronde 1 t/m 17 (16 wedstrijden per ploeg), en de tweede periode ronde 18 t/m 34 (eveneens 16 wedstrijden per ploeg). De derde periodetitel wordt vergeven aan het elftal dat in de eindstand als hoogste is geëindigd, niet is gepromoveerd en nog geen periode titel heeft.

Voor degradatie geldt:
- Als een tweede elftal op plek 15 of lager in de eindstand eindigt, dan degradeert dit elftal naar de reservecompetitie. Met ingang van dit seizoen, en alle volgenden, komen er geen tweede elftallen meer in de hoofdklasse uit.
- De twee eerste elftallen die, uitgaande van alleen de eerste elftallen, als dertiende en veertiende eindigen, spelen een nacompetitie voor klassebehoud met de periodekampioenen van de hoofdklasse.
- De twee eerste elftallen die, uitgaande van alleen de eerste elftallen, als vijftiende en zestiende eindigen, degraderen naar de hoofdklasse.

## Zaterdagafdeling

#### Ploegen
| Ploeg             | Plaats                 | Accommodatie            | Cap.   |
| ----------------- | ---------------------- | ----------------------- | ------ |
| Ajax (amateurs)   | Amsterdam              | Sportpark De Toekomst   | 02.250 |
| BVV Barendrecht   | Barendrecht            | Sportpark De Bongerd    | 01.800 |
| VV DOVO           | Veenendaal             | Sportpark Panhuis       | 03.200 |
| DVS '33 Ermelo    | Ermelo                 | Sportlaan               | 05.500 |
| Excelsior '31     | Rijssen                | Sportpark De Koerbelt   | 03.150 |
| VV GOES           | Goes                   | Sportpark Het Schenge   | 01.500 |
| Harkemase Boys    | Harkema                | Sportpark De Bosk       | 05.000 |
| HSV Hoek          | Hoek                   | Sportpark Denoek        | 02.500 |
| Jong Almere City  | Almere                 | Yanmar Stadion          | 03.000 |
| FC Lisse          | Lisse                  | Sportpark Ter Specke    | 07.000 |
| ODIN '59          | Heemskerk              | Sportpark Assumburg     | 01.700 |
| ONS Sneek         | Sneek                  | Zuidersportpark         | 03.150 |
| VV Sparta Nijkerk | Nijkerk                | Sportpark De Ebbenhorst | 05.000 |
| SteDoCo           | Hoornaar, Hoogblokland | Sportpark SteDoCo       | 01.700 |
| Ter Leede         | Sassenheim             | Sportpark De Roodemolen | 03.000 |
| VVOG              | Harderwijk             | Sportpark De Strokel    | 10.000 |
| VVSB              | Noordwijkerhout        | Sportpark De Boekhorst  | 02.500 |

>> Competitie geannuleerd, het hieronder getoonde is de situatie op 7 maart 2020, de datum waarop de laatste wedstrijden zijn gespeeld. <<

### Eindstand
| Pos | Team              | Wed | W  | G | V  | Ptn | DV | DT | +/− | Promotie, kwalificatie of degradatie        |
| --- | ----------------- | --- | -- | - | -- | --- | -- | -- | --- | ------------------------------------------- |
| 1   | VV Sparta Nijkerk | 22  | 17 | 1 | 4  | 52  | 58 | 27 | +31 | Promotie naar de tweede divisie             |
| 2   | ODIN '59          | 22  | 15 | 2 | 5  | 47  | 63 | 30 | +33 | Gekwalificeerd voor de promotie play-offs   |
| 3   | Harkemase Boys    | 22  | 13 | 3 | 6  | 42  | 43 | 34 | +9  | Gekwalificeerd voor de promotie play-offs   |
| 4   | DVS '33 Ermelo    | 23  | 13 | 3 | 7  | 42  | 39 | 30 | +9  | Gekwalificeerd voor de promotie play-offs   |
| 5   | FC Lisse          | 23  | 11 | 5 | 7  | 38  | 44 | 33 | +11 |                                             |
| 6   | HSV Hoek          | 23  | 10 | 4 | 9  | 34  | 54 | 42 | +12 |                                             |
| 7   | BVV Barendrecht   | 23  | 10 | 4 | 9  | 34  | 37 | 38 | −1  |                                             |
| 8   | Ajax (amateurs)   | 22  | 9  | 4 | 9  | 31  | 31 | 38 | −7  |                                             |
| 9   | Excelsior '31     | 23  | 9  | 4 | 10 | 31  | 50 | 40 | +10 |                                             |
| 10  | Jong Almere City  | 23  | 9  | 4 | 10 | 31  | 54 | 48 | +6  |                                             |
| 11  | VV GOES           | 23  | 9  | 4 | 10 | 31  | 33 | 44 | −11 |                                             |
| 12  | VVSB              | 22  | 8  | 4 | 10 | 28  | 47 | 48 | −1  |                                             |
| 13  | SteDoCo           | 22  | 7  | 7 | 8  | 28  | 41 | 42 | −1  |                                             |
| 14  | Ter Leede         | 23  | 7  | 6 | 10 | 27  | 36 | 53 | −17 | Gekwalificeerd voor de degradatie play-offs |
| 15  | VV DOVO           | 23  | 6  | 4 | 13 | 22  | 45 | 55 | −10 | Gekwalificeerd voor de degradatie play-offs |
| 16  | ONS Sneek         | 23  | 2  | 6 | 15 | 12  | 32 | 72 | −40 | Degradatie naar de hoofdklasse              |
| 17  | VVOG              | 22  | 2  | 5 | 15 | 11  | 26 | 59 | −33 | Degradatie naar de hoofdklasse              |

1. ↑  Winnaar van de eerste periode (ronde 1-16).

### Programma/uitslagen
| Thuis \ Uit       | AJA    | BAR    | DOV    | DVS    | EXC    | GOE    | HAR    | HOE    | JAL    | LIS    | ODI    | ONS    | SPA    | SDC    | TER    | VVO    | VVS    |
| ----------------- | ------ | ------ | ------ | ------ | ------ | ------ | ------ | ------ | ------ | ------ | ------ | ------ | ------ | ------ | ------ | ------ | ------ |
| Ajax (amateurs)   |        | 0–1    | 14 mrt | 0–4    | 4–0    | 1–1    | 0–2    | 23 mei | 28 mrt | 1–2    | 4 apr  | 2–1    | 18 apr | 9 mei  | 2–1    | 2–1    | 2–2    |
| BVV Barendrecht   | 1–1    |        | 2–2    | 4 apr  | 23 mei | 0–1    | 2 mei  | 0–4    | 2–2    | 0–2    | 0–2    | 21 mrt | 2–1    | 0–3    | 4–1    | 11 apr | 3–1    |
| VV DOVO           | 2–3    | 1–2    |        | 23 mei | 2–6    | 2–3    | 1–0    | 18 apr | 1–2    | 3–1    | 0–4    | 5–0    | 9 mei  | 4 apr  | 1–1    | 7–5    | 21 mrt |
| DVS '33 Ermelo    | 3–2    | 0–2    | 2–1    |        | 0–3    | 4–0    | 14 mrt | 0–0    | 5–2    | 16 mei | 4–1    | 9 mei  | 0–1    | 1–0    | 28 mrt | 1–0    | 11 apr |
| Excelsior '31     | 16 mei | 1–1    | 1–2    | 1–3    |        | 2 mei  | 2–3    | 2–3    | 11 apr | 2–2    | 0–1    | 6–1    | 28 mrt | 3–3    | 2–2    | 5–0    | 0–2    |
| VV GOES           | 0–1    | 18 apr | 1–0    | 3–1    | 0–4    |        | 28 mrt | 2–0    | 0–3    | 1–2    | 9 mei  | 2–2    | 23 mei | 0–1    | 3–0    | 3–0    | 1–2    |
| Harkemase Boys    | 0–0    | 1–2    | 4–3    | 2–2    | 18 apr | 2–3    |        | 6–0    | 3–2    | 0–3    | 0–6    | 3–2    | 4 apr  | 21 mrt | 9 mei  | 2–0    | 16 mei |
| HSV Hoek          | 6–1    | 1–2    | 1–3    | 21 mrt | 4 apr  | 6–1    | 1–1    |        | 14 mrt | 1–0    | 16 mei | 4–0    | 2–4    | 5–2    | 1–4    | 6–0    | 2 mei  |
| Jong Almere City  | 1–3    | 16 mei | 4–2    | 0–1    | 2–4    | 4–4    | 0–3    | 4–1    |        | 21 mrt | 3–3    | 6–0    | 2–3    | 5–1    | 18 apr | 9 mei  | 1–0    |
| FC Lisse          | 11 apr | 1–0    | 3–1    | 6–0    | 9 mei  | 14 mrt | 0–1    | 1–1    | 3–3    |        | 18 apr | 4–1    | 1–0    | 4–2    | 0–2    | 28 mrt | 2–4    |
| ODIN '59          | 1–0    | 3–4    | 3–2    | 2 mei  | 3–1    | 5–1    | 11 apr | 0–1    | 2–1    | 0–3    |        | 4–1    | 1–2    | 23 mei | 8–0    | 14 mrt | 28 mrt |
| ONS Sneek         | 2 mei  | 3–2    | 11 apr | 1–2    | 14 mrt | 1–1    | 23 mei | 28 mrt | 2–3    | 4–1    | 1–2    |        | 1–4    | 2–2    | 3–3    | 1–1    | 1–7    |
| VV Sparta Nijkerk | 4–2    | 3–2    | 4–1    | 1–0    | 2–0    | 3–0    | 3–0    | 2–5    | 2 mei  | 4–1    | 21 mrt | 4–1    |        | 3–3    | 11 apr | 16 mei | 3–1    |
| SteDoCo           | 3–0    | 28 mrt | 1–1    | 1–0    | 0–2    | 16 mei | 1–2    | 11 apr | 4–1    | 2 mei  | 2–3    | 1–1    | 1–0    |        | 14 mrt | 2–0    | 3–3    |
| Ter Leede         | 0–1    | 0–3    | 16 mei | 1–2    | 1–3    | 21 mrt | 0–2    | 3–2    | 1–0    | 1–1    | 2–2    | 4 apr  | 0–4    | 3–3    |        | 4–3    | 2–0    |
| VVOG              | 21 mrt | 4–2    | 2 mei  | 1–1    | 0–1    | 4 apr  | 1–3    | 1–1    | 0–3    | 1–1    | 1–4    | 3–2    | 1–3    | 18 apr | 23 mei |        | 1–3    |
| VVSB              | 2–3    | 9 mei  | 2–2    | 1–3    | 3–1    | 0–2    | 2–3    | 3–2    | 23 mei | 4 apr  | 1–5    | 18 apr | 14 mrt | 3–2    | 3–4    | 2–2    |        |

## Zondagafdeling

### Ploegen
| Ploeg             | Plaats       | Accommodatie              | Cap.   |
| ----------------- | ------------ | ------------------------- | ------ |
| ADO '20           | Heemskerk    | Sportpark De Vlotter      | 04.500 |
| Blauw Geel '38    | Veghel       | PWA Sportpark             | 02.500 |
| RKVV DEM          | Beverwijk    | Sportpark Adrichem        | 01.500 |
| VV Dongen         | Dongen       | Sportpark De Biezen       | 01.800 |
| EVV               | Echt         | Sportpark In de Bandert   | 02.000 |
| VV Gemert         | Gemert       | Sportpark Molenbroek      | 04.000 |
| RKSV Groene Ster  | Heerlerheide | Sportpark Pronsebroek     | 02.500 |
| USV Hercules      | Utrecht      | Sportpark Voordorp        | 01.800 |
| VV Hoogland       | Hoogland     | Sportpark Langenoord      | 01.800 |
| HSC '21           | Haaksbergen  | Groot Scholtenhagen       | 04.500 |
| Jong ADO Den Haag | Den Haag     | Cars Jeans Stadion        | 15.000 |
| FC Lienden        | Lienden      | Sportpark De Abdijhof     | 02.400 |
| OFC               | Oostzaan     | Sportpark OFC             | 01.500 |
| SV OSS '20        | Oss          | Sportpark de Rusheuvel    | 01.800 |
| Quick (H)         | Den Haag     | Sportpark Nieuw Hanenburg | 01.500 |
| VV UNA            | Veldhoven    | Sportpark Zeelst          | 02.000 |
| RKVV Westlandia   | Naaldwijk    | Sportpark De Hoge Bomen   | 02.000 |

>> Competitie geannuleerd, het hieronder getoonde is de situatie op 8 maart 2020, de datum waarop de laatste wedstrijden zijn gespeeld. <<

### Eindstand
| Pos | Team              | Wed | W  | G | V  | Ptn | DV | DT | +/− | Promotie, kwalificatie of degradatie        |
| --- | ----------------- | --- | -- | - | -- | --- | -- | -- | --- | ------------------------------------------- |
| 1   | SV OSS '20        | 22  | 16 | 5 | 1  | 53  | 55 | 24 | +31 | Promotie naar de tweede divisie             |
| 2   | Jong ADO Den Haag | 22  | 12 | 3 | 7  | 39  | 47 | 36 | +11 | Gekwalificeerd voor de promotie play-offs   |
| 3   | OFC               | 22  | 11 | 3 | 8  | 36  | 38 | 27 | +11 | Gekwalificeerd voor de promotie play-offs   |
| 4   | VV Gemert         | 22  | 10 | 5 | 7  | 35  | 42 | 42 | 0   | Gekwalificeerd voor de promotie play-offs   |
| 5   | VV Dongen         | 20  | 9  | 7 | 4  | 34  | 34 | 19 | +15 |                                             |
| 6   | VV UNA            | 22  | 8  | 8 | 6  | 32  | 35 | 39 | −4  |                                             |
| 7   | EVV               | 22  | 8  | 7 | 7  | 31  | 30 | 27 | +3  |                                             |
| 8   | Blauw Geel '38    | 22  | 8  | 5 | 9  | 29  | 38 | 38 | 0   |                                             |
| 9   | HSC '21           | 22  | 8  | 5 | 9  | 29  | 34 | 39 | −5  |                                             |
| 10  | USV Hercules      | 21  | 8  | 3 | 10 | 27  | 35 | 38 | −3  |                                             |
| 11  | RKVV DEM          | 22  | 7  | 6 | 9  | 27  | 31 | 31 | 0   |                                             |
| 12  | RKSV Groene Ster  | 22  | 7  | 6 | 9  | 27  | 28 | 33 | −5  |                                             |
| 13  | Quick (H)         | 21  | 7  | 5 | 9  | 26  | 29 | 26 | +3  |                                             |
| 14  | RKVV Westlandia   | 22  | 6  | 6 | 10 | 24  | 31 | 40 | −9  | Gekwalificeerd voor de degradatie play-offs |
| 15  | ADO '20           | 21  | 5  | 6 | 10 | 21  | 29 | 35 | −6  | Gekwalificeerd voor de degradatie play-offs |
| 16  | FC Lienden        | 21  | 4  | 6 | 11 | 18  | 17 | 39 | −22 | Degradatie naar de hoofdklasse              |
| 17  | VV Hoogland       | 22  | 3  | 8 | 11 | 17  | 31 | 51 | −20 | Degradatie naar de hoofdklasse              |

1. ↑  Winnaar van de eerste periode (ronde 1-16).

### Programma/uitslagen
| Thuis \ Uit       | ADO    | BLA    | DEM    | DON    | EVV    | GEM    | GRO    | HER    | HGL    | HSC    | JAD    | LIE    | OFC    | OSS    | QHA    | UNA    | WES    |
| ----------------- | ------ | ------ | ------ | ------ | ------ | ------ | ------ | ------ | ------ | ------ | ------ | ------ | ------ | ------ | ------ | ------ | ------ |
| ADO '20           |        | 2–2    | 2–0    | 26 apr | 3 mei  | 2–2    | 2–0    | 0–3    | 10 apr | 22 mrt | 29 mrt | 1–2    | 2–1    | 1–1    | 17 mei | 1–2    | 1–3    |
| Blauw Geel '38    | 13 apr |        | 11 apr | 1–1    | 2–1    | 14 mrt | 1–1    | 1–0    | 3–5    | 3–2    | 1–2    | 29 mrt | 17 mei | 0–1    | 0–0    | 3–0    | 10 mei |
| RKVV DEM          | 2–2    | 1–4    |        | 1–0    | 1–1    | 1–2    | 0–2    | 0–2    | 24 mei | 4–1    | 14 mrt | 13 apr | 5 apr  | 1–3    | 3–3    | 0–0    | 18 apr |
| VV Dongen         | 3–2    | 24 mei | 22 mrt |        | 1–1    | 13 apr | 19 apr | 1–0    | 4–0    | 0–1    | 10 mei | 4–1    | 2–1    | 1–1    | 0–0    | 5 apr  | 3–0    |
| EVV               | 1–0    | 2–0    | 0–3    | 1–0    |        | 28 mrt | 2–1    | 10 mei | 1–1    | 10 apr | 24 mei | 5–0    | 2–3    | 0–1    | 2–1    | 0–0    | 2–2    |
| VV Gemert         | 19 apr | 1–1    | 17 mei | 3–2    | 2–0    |        | 3–1    | 2–1    | 1–1    | 4–1    | 5 apr  | 10 mei | 3–0    | 2–4    | 3–2    | 21 mrt | 2–0    |
| RKSV Groene Ster  | 5 apr  | 22 mrt | 3 mei  | 1–1    | 1–1    | 2–0    |        | 17 mei | 15 mrt | 0–0    | 3–2    | 3–1    | 2–1    | 0–1    | 1–0    | 2–2    | 2–3    |
| USV Hercules      | 4–2    | 3 mei  | 29 mrt | 0–1    | 1–3    | 11 apr | 1–3    |        | 2–2    | 2–1    | 2–1    | 3–0    | 1–2    | 15 mrt | 1–5    | 24 mei | 3–2    |
| VV Hoogland       | 1–2    | 1–8    | 1–2    | 1–1    | 0–2    | 3–3    | 2–1    | 13 apr |        | 5 apr  | 2–2    | 19 apr | 22 mrt | 10 mei | 1–1    | 3–3    | 1–0    |
| HSC '21           | 1–0    | 18 apr | 3–3    | 29 mrt | 2–1    | 3–0    | 10 mei | 3–4    | 2–0    |        | 2–1    | 1–1    | 0–4    | 0–3    | 4–1    | 13 apr | 17 mei |
| Jong ADO Den Haag | 2–0    | 5–1    | 0–3    | 2–2    | 3–0    | 4–2    | 3–1    | 22 mrt | 3 mei  | 2–2    |        | 11 apr | 1–2    | 17 mei | 2–1    | 4–1    | 3–1    |
| FC Lienden        | 1–1    | 1–2    | 0–0    | 17 mei | 22 mrt | 1–3    | 0–0    | 1–1    | 2–1    | 3 mei  | 1–3    |        | 0–3    | 1–4    | 1–0    | 1–2    | 5 apr  |
| OFC               | 10 mei | 3–0    | 2–1    | 1–2    | 15 mrt | 0–0    | 4–0    | 19 apr | 2–1    | 24 mei | 0–1    | 0–1    |        | 29 mrt | 11 apr | 2–1    | 3–1    |
| SV OSS '20        | 1–1    | 3–2    | 0–2    | 3 mei  | 5 apr  | 4–2    | 3–1    | 4–2    | 2–1    | 3–2    | 5–0    | 24 mei | 2–2    |        | 22 mrt | 19 apr | 5–0    |
| Quick (H)         | 2–0    | 0–2    | 1–0    | 15 mrt | 13 apr | 4–1    | 24 mei | 5 apr  | 29 mrt | 2–0    | 19 apr | 1–0    | 1–1    | 1–2    |        | 10 mei | 3–1    |
| VV UNA            | 1–5    | 4–1    | 2–1    | 1–5    | 17 mei | 5–1    | 11 apr | 2–2    | 2–1    | 0–2    | 3–2    | 15 mrt | 3 mei  | 2–2    | 1–0    |        | 0–0    |
| RKVV Westlandia   | 15 mrt | 2–0    | 0–2    | 11 apr | 2–2    | 24 mei | 29 mrt | 2–0    | 5–2    | 1–1    | 1–2    | 1–1    | 3–1    | 26 apr | 3 mei  | 1–1    |        |

Topklasse: 2010/11 · 2011/12 · 2012/13 · 2013/14 · 2014/15 · 2015/16

Derde divisie: 2016/17 · 2017/18 · 2018/19 · 2019/20 · 2020/21 · 2021/22 · 2022/23 · 2023/24 · 2024/25